# Юй Вэнься
Юй Вэнься (род. 6 августа 1989, Шанчжи) — победительница международного конкурса красоты Мисс Мира 2012. Юй Вэнься стала второй китаянкой — обладательницей титула Мисс мира. В 2007 году этот конкурс выиграла Чжан Цзылинь.

## Биография
Вторая из двух дочерей фермеров, она родилась 5 июля 1989 года в Шанчжи, провинция Хэйлунцзян на северо-востоке Китая. Когда её родители уходили на ферму, она пела на краю поля. И работала няней, чтобы заработать на жизнь. Помимо родителей, в семье Юй Вэнься есть старшая сестра, которая на два года старше ее. Позже, чтобы две сестры Юй Вэнься могли получить лучшее образование, их родители перевезли всю семью из деревни в город Ябули и все расходы семьи взял на себя отец, который был водителем грузовика. В 2005 году Юй Вэнься поступила в высшую школу при консерватории Хэцзэ в провинции Шаньдун, потому что надеялась вскоре найти работу, чтобы помогать своей семье. Однако,школьный учитель Цзинь обнаружил, что голос Юй Вэнься в хорошем состоянии, и посоветовал ей поступить в университет для изучения вокальной музыки. В 2008 году Юй Вэнься поступила в музыкальную консерваторию Харбинского педагогического университета для изучения этнической вокальной музыки, которую окончила в июле 2012 года. В 2009 году Юй Вэнься участвовала в качестве волонтера в 24-х Всемирных зимних студенческих играх, проходивших в Харбине и была инструктором китайской команды на церемонии открытия. В сентябре 2010 года Юй Вэнься приняла участие в конкурсе "Мисс Китай по туризму" и в итоге выиграла чемпионат Харбинского дивизиона В течение 4-х лет учебы в университете Юй Вэнься усердно работала и скромно училась. Обладая выдающейся фигурой и внешностью, она каждое воскресенье работает моделью на различных показах мод и неделях моды, чтобы оплатить плату за обучение. Она окончила четырехлетний университетский курс по китайской народной музыке в Харбинском университете. В 2016 году Юй Вэнься вместе с Лан Ланом, Дэн Цзыци и другими артистами приняла участие в специальном выпуске развлекательного ток-шоу спутникового телевидения провинции Хунань "Every Day Goes Up" и договорилась с Лан Ланом приложить больше усилий для благотворительности.
13 ноября 2020 года в материковом Китае планируется выход фильма "Добрачная история" с главной ролью.
12 марта 2013 года Юй Вэнься и Мистер Мира 2013 года Франсиско Эскобар приняли участие в 39-м телевизионном марафоне Variety по сбору средств, который продолжался 24 часа. В итоге общая сумма пожертвований достигла 33,603 миллионов долларов США и побила рекорд пожертвований в размере 3,45 миллионов йен, установленный Мисс Мира 2007 года Чжан Цзылинь.
В настоящее время она учится в Гарвардском университете в США.